# 奧斯卡·泰巴尼斯
奧斯卡·泰巴尼斯（Óscar Tabárez，1947年3月3日—），生於烏拉圭首都蒙特維多，暱稱「老師」，因他曾任小學老師。是一名前烏拉圭足球運動員。最後擔任烏拉圭國家足球隊領隊。

## 生平
泰巴尼斯球員時代司職後衛，曾效力南美及墨西哥多支球會。1979年，泰巴尼斯在烏拉圭貝拉維斯塔體育會（C.A. Bella Vista）退役。一年後，在貝拉維斯塔開始執教生涯。1983年及1987年兩度出任烏拉圭U20國家隊領隊。
1988年，泰巴尼斯首次執教烏拉圭國家隊。1989年美洲國家盃烏拉圭奪得亞軍。1990年世界盃16強賽，烏拉圭以0-2不敵主辦國意大利出局。其後執教小保加、卡利亞里、AC米蘭、奧維多、沙士菲等球會。
2006年，泰巴尼斯第2度擔任烏拉圭國家隊領隊。2007年美洲國家盃烏拉圭取得第4名。2010年世界盃，烏拉圭取得第4名。2011年美洲國家盃，烏拉圭奪得冠軍。2012年倫敦奧運會，泰巴尼斯兼掌烏拉圭國奧隊，烏拉圭最後小組賽出局。2013年洲際國家盃，烏拉圭取得第4名。2014年世界盃，烏拉圭16強出局。2015年美洲國家盃，烏拉圭16強出局。2016年美洲國家盃，烏拉圭小組賽出局。2018年世界盃，烏拉圭8強出局。
由於烏拉圭國家隊在2022年國際足協世界盃外圍賽表現不佳，泰巴尼斯于2021年11月19日被解雇，结束了15年的乌拉圭国家足球队主教练生涯。

## 榮譽

### 領隊

#### 球會
彭拿路
- 南美自由盃: 1987年
- 洲際盃足球賽: 1987年(亞軍)

小保加
- 阿甲: 1992年春季聯賽
- Supercopa Masters: 1992年

#### 國際賽
烏拉圭
- 泛美運動會: 2015年
- 美洲國家盃: 2011年

#### 個人
- 南美年度最佳教練（英语：South American Coach of the Year）: 2010, 2011